# Chainjoin Co
Chainjoin Co (kinesiska: Zhenquan Cuo, 振泉错) är en sjö i Kina. Den ligger i den autonoma regionen Tibet, i den sydvästra delen av landet, omkring 800 kilometer nordväst om regionhuvudstaden Lhasa. Chainjoin Co ligger 4 792 meter över havet. Arean är 31 kvadratkilometer. Trakten runt Chainjoin Co är ofruktbar med lite eller ingen växtlighet. Den sträcker sig 6,0 kilometer i nord-sydlig riktning, och 9,6 kilometer i öst-västlig riktning.
Genomsnittlig årsnederbörd är 277 millimeter. Den regnigaste månaden är juli, med i genomsnitt 102 mm nederbörd, och den torraste är december, med 2 mm nederbörd.